# Bruco (personaggio)
Il Bruco o Brucaliffo è un personaggio inventato da Lewis Carroll apparso per la prima volta nel 1862 in Alice's Adventures Underground e nel 1865 in Le avventure di Alice nel Paese delle Meraviglie.

## Caratteristiche
Il Bruco compare in Le avventure di Alice nel Paese delle Meraviglie. Viene introdotto nel capitolo 4, "The Rabbit sends in a little Bill", ma agisce nel capitolo successivo "Advice from a Caterpillar". Si può ricostruire il carattere e l'aspetto del Bruco analizzando Le avventure di Alice sottoterra, Le avventure di Alice nel Paese delle Meraviglie ed Alice on Stage: si tratta di un bruco blu, alto circa tre pollici (circa sette centimetri e mezzo) e fuma un narghilè seduto su un fungo. È un tipo di poche parole, dalla parlata strascicata e grave, ma al tempo stesso possiede un carattere suscettibile. Alice trova fastidioso il suo modo di esprimersi a mezze frasi; al contrario lui è infastidito dalla curiosità di Alice e preferisce schivare ogni sua domanda rispondendo con altri quesiti. Tuttavia sarà il Bruco a spiegare ad Alice che un lato del fungo la farà crescere, l'altro lato la farà rimpicciolire. Al suo cospetto Alice recita You are Old, Father William, parodia di un poemetto ben noto alle sorelle Liddell e, in generale, alle bambine dell'epoca vittoriana.
Contrariamente a quanto si vede in molti adattamenti cinematografici, nel libro il Bruco non diventa una farfalla, anche se Alice ritiene che un giorno egli diverrà tale. Dopo aver parlato del fungo ad Alice, semplicemente si incammina verso una meta ignota, per non riapparire più.
Nell'illustrazione originale di sir John Tenniel, grazie a una sapiente illusione ottica, il Bruco sembra avere una faccia umana; in realtà si tratta delle sue zampe anteriori, che per pareidolia sembrano formare un profilo.

## Analisi
Il fascino del personaggio ha generato numerose analisi circa la simbologia che potrebbe celare, al pari di altri personaggi presenti nel libro; nel corso degli anni sono state formulate diverse ipotesi, molte sicuramente divergenti dalle intenzioni di Carroll.
La più accreditata è che Carroll, che aveva basato l'intero romanzo sul rapporto tra adulto e bambino, abbia voluto nascondere in lui l'allegoria di una tipica caratteristica dell'individuo adulto, come del resto accade per altri personaggi di Alice: bisogna ricordare, ad esempio, che il Coniglio Bianco rappresenta l'adulto ossessionato dal tempo e dal ritardo, la Regina di Cuori la rabbia insensata e così via.
In tale lettura il Brucaliffo rappresenterebbe l'adulto superbo che ritiene di aver già imparato tutto dalla vita, e per questo è insofferente alle domande del bambino che invece ha ancora tutto da scoprire; il suo silenzio di fronte alle domande non fa che causare nel fanciullo altre domande circa la propria esistenza, la propria ragion d'essere e tutta la strada che resta ancora da fare. Tuttavia, piuttosto che rispondere a queste domande, il bruco/adulto preferisce consegnare ad Alice/bambino gli strumenti per affrontare il mondo con le proprie forze (il fungo), senza però dirle come usarle propriamente: starà proprio ad Alice trovare da sola il modo giusto per crescere (letteralmente e non).

## Nome
Nella traduzione italiana del romanzo il Bruco, il cui nome originale è The Caterpillar, non ha un nome proprio, ma viene apostrofato sempre come "un Bruco blu". Proprio per questo motivo i traduttori italiani hanno preferito tradurlo semplicemente come "Bruco". Come per molti altri personaggi comparsi nel film Disney del 1951 il nome con cui è più conosciuto è Brucaliffo, datogli dagli adattatori Disney italiani. Va comunque notato che la parlata orientaleggiante a cui si deve il nome del personaggio è presente solo nell'adattamento italiano ed è dovuta alla necessità di far corrispondere le sue parole con le lettere che egli fa apparire fumando il narghilé. Nella versione originale, il Bruco parla con un forte, nasale accento inglese.
Nel film Disney Alice in Wonderland del 2010, al Bruco viene dato il nome proprio di Absolem.

## Altri media
Il bruco compare in molti adattamenti cinematografici e televisivi del romanzo originale. In Alice nel Paese delle Meraviglie della Disney del 1951il carattere del Bruco ( rinominato nel doppiaggio italiano Brucaliffo) è rimasto molto fedele al libro, mentre la sceneggiatura gli ha tolto il poemetto You are Old, Father William (che invece è stato dato a Tweedledum e Tweedledee) e gli ha dato How doth the little crocodile... (La vispa Teresa nel doppiaggio italiano). Appare anche nel lungometraggio del 2010 Alice in Wonderland e nel sequel Alice attraverso lo specchio del 2016, entrambi diretti da Tim Burton. 

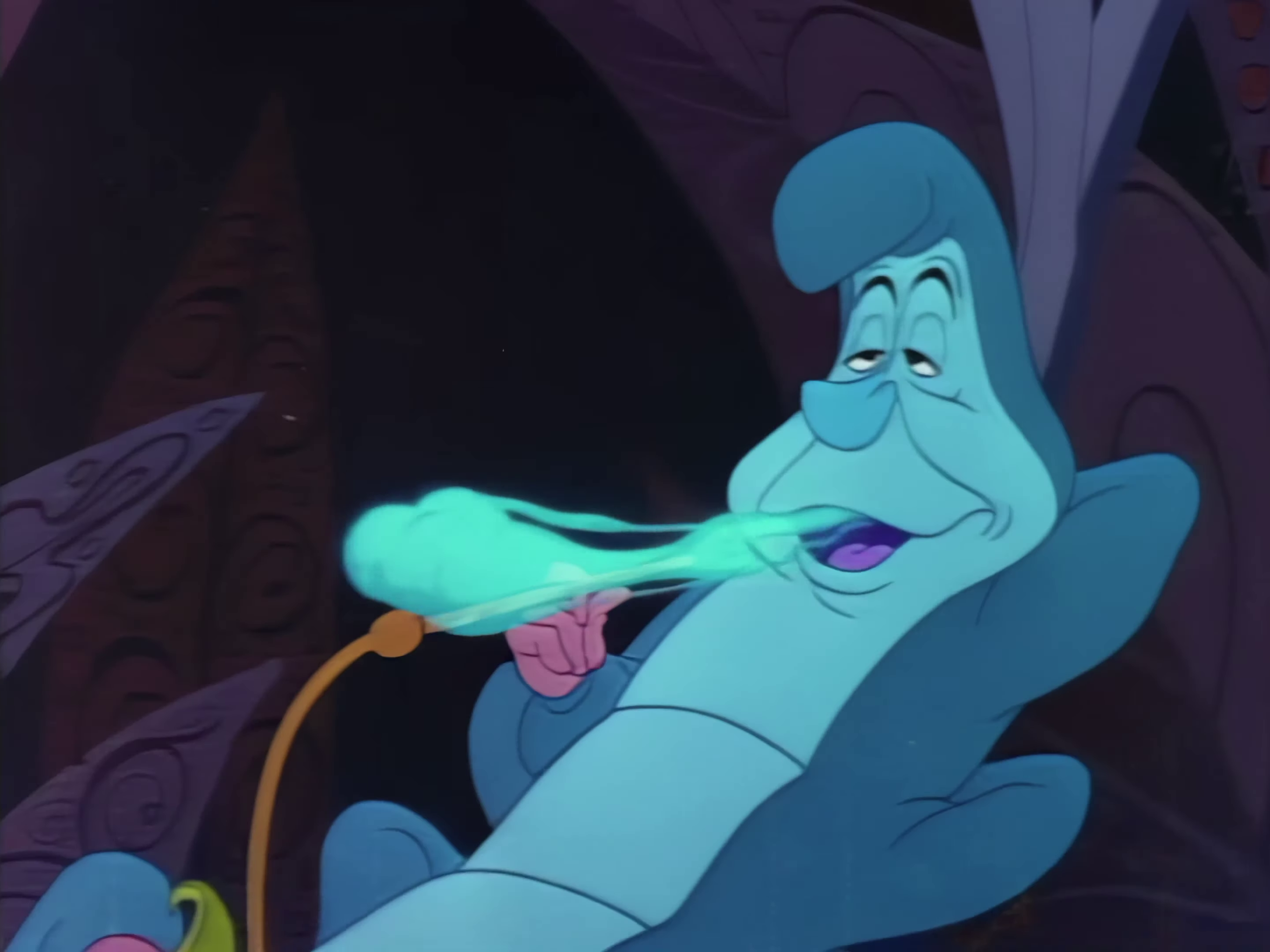
Il Brucaliffo nella versione Disney

## Filmografia
È presente in tutti gli adattamenti basati sul romanzo e, nella maggior parte di essi, il suo ruolo e le sue battute sono simili in tutto e per tutto al testo originale. Appare in:
- Alice in Wonderland (1915), per la regia di W. W. Young;
- Alice in Wonderland (1931), protagonista di una piccola parte dopo l'incontro col Cappellaio da parte di Alice ed, in questa versione, si limita semplicemente ad andarsene senza risolvere pienamente i dubbi della bambina; diretto da "Bud" Pollard;
- Alice in Wonderland (1966) di Alex Lovy per gli Hanna-Barbera Studios in cui è interpretato dagli Antenati, Fred e Barney, e si occupano preminentemente di intrattenere Alice con una sua canzone, scritta appositamente per il film;
- Nella miniserie in due puntate del 1985, è interpretato da Sammy Davis Jr., che interpreta anche la parte del Babbo Guglielmo.
- Alice nel Paese delle Meraviglie (1999), interpretato da Ben Kingsley. In questo adattamento si fa chiamare Maggiore Brucaliffo e, prima di trasformarsi in farfalla, rassicura Alice facendola esercitare nel canto con You are Old, Father William e le dona due pezzi del suo fungo, che le garantiranno di cambiare a suo piacimento la statura.
- Alice in Wonderland e Alice attraverso lo specchio, interpretato da Alan Rickman.